# Thorsten Rund
Thorsten Rund (Lübben, 25 de febrero de 1976) es un deportista alemán que compitió en ciclismo en las modalidades de pista, especialista en la prueba de persecución por equipos, y ruta.
Ganó dos medallas en el Campeonato Mundial de Ciclismo en Pista, plata en 1998 y bronce en 1996.

## Medallero internacional
| Campeonato Mundial | Campeonato Mundial       | Campeonato Mundial | Campeonato Mundial      |
| Año                | Lugar                    | Medalla            | Competición             |
| ------------------ | ------------------------ | ------------------ | ----------------------- |
| 1996               | Mánchester (Reino Unido) | Medalla de bronce  | Persecución por equipos |
| 1998               | Burdeos (Francia)        | Medalla de plata   | Persecución por equipos |

1. ↑  Compitió en la ronda de clasificación.